# Patricio Rivas
Patricio Rivas fue un abogado y político nicaragüense, perteneciente al Partido Democrático (Liberal), que ocupó de manera provisional la Presidencia de la República de este país centroamericano durante el período más crudo de la Guerra Nacional de Nicaragua, entre el 25 de octubre de 1855 y el 24 de junio de 1857. Tuvo que enfrentar a los gobiernos paralelos del entreguista Fermín Ferrer (legitimista) y del usurpador William Walker Norvell (filibustero).
Ejerció brevemente como Supremo Director (interino, en funciones) del Estado de Nicaragua del 30 de junio al 27 de julio de 1839, antes de ser  elegido popularmente como Supremo Director, cargo que ejerció del 21 de septiembre de 1840 al 4 de marzo de 1841.

## Presidente Provisorios
En 1855, como resultado de un acuerdo firmado en Granada entre el general legitimista Ponciano Corral y el filibustero William Walker, quien ejercía de facto el mando del bando democrático, Patricio Rivas fue designado Presidente Provisorio. Este acuerdo fue rechazado por el legitimista José María Estrada que actuaba como Presidente Interino (en funciones).
Al inicio de su gobierno, Rivas contó con el apoyo de Walker. Debido a la actitud patriótica del gobierno del Presidente costarricense Juan Rafael Mora Porras contra la presencia de los filibusteros en Nicaragua, el gobierno de Rivas declaró la guerra a Costa Rica a principios de 1856, invadiendo Guanacaste. Sin embargo, los costarricenses comandados por Juan Rafael Mora, derrotaron a los filibusteros en la batalla de Santa Rosa y la Segunda batalla de Rivas (no confundir con la Primera Batalla del 29 de junio de 1855, y en la que Enmauelle Mongalo tuvo un papel heroico al quemar el Mesón de Máximo Espinoza). 
Convocadas elecciones para elegir un nuevo Presidente se presentaron las candidaturas de Rivas, Máximo Jerez Tellería y Trinidad Salazar. Ninguno obtuvo la mayoría absoluta y pareció que el Congreso iba a elegir a Jerez. Sin embargo, Walker quiso se convocasen nuevas elecciones. Rivas, deseoso de librarse de la tutela del filibustero, se trasladó de Granada a León, a donde llegó Walker en junio de 1856, todavía en aparente cordialidad. Pero, al marcharse Walker, Rivas trasladó el gobierno a Chinandega y derogó su decreto de convocatoria a elecciones. Walker anunció entonces en Granada la deposición de Rivas y su reemplazo por el gobierno entreguista de Fermín Ferrer.
Rivas declaró a Walker traidor a Nicaragua, y se mantuvo al frente del gobierno en la región occidental del país, donde llegaron poco después los ejércitos de Guatemala y El Salvador, que atacaron las ciudades de Granada y Masaya. Por su parte, el ejército de Costa Rica expulsó a los filibusteros de la cuenca del río San Juan. 
Walker capituló el 1 de mayo de 1857. Poco después, el 24 de junio, asumió el poder un diunvirato integrado por Máximo Jerez Tellería y Tomás Martínez Guerrero que concluyó el accidentado gobierno de Patricio Rivas.
Fue conocido popularmente con el sobrenombre de Patas Arriba.